# Lauri Kalima
Lauri Kalima, né le 29 septembre 1916 à Helsinki et mort le 24 juillet 2004 à Jyväskylä, est un athlète finlandais, spécialiste du saut en hauteur. 

## Biographie
Sixième des Jeux olympiques de 1936, il remporte la médaille de bronze du saut en hauteur lors des championnats d'Europe de 1938, à Paris.

### Palmarès
| Date | Compétition           | Lieu   | Résultat | Épreuve         | Performance |
| ---- | --------------------- | ------ | -------- | --------------- | ----------- |
| 1936 | Jeux olympiques       | Berlin | 6e       | Saut en hauteur | 1,94 m      |
| 1938 | Championnats d'Europe | Turin  | 3e       | Saut en hauteur | 1,94 m      |

### Records
| Épreuve         | Performance | Lieu   | Date        |
| --------------- | ----------- | ------ | ----------- |
| Saut en hauteur | 1,94 m      | Berlin | 2 août 1936 |